# Prova de Lachman

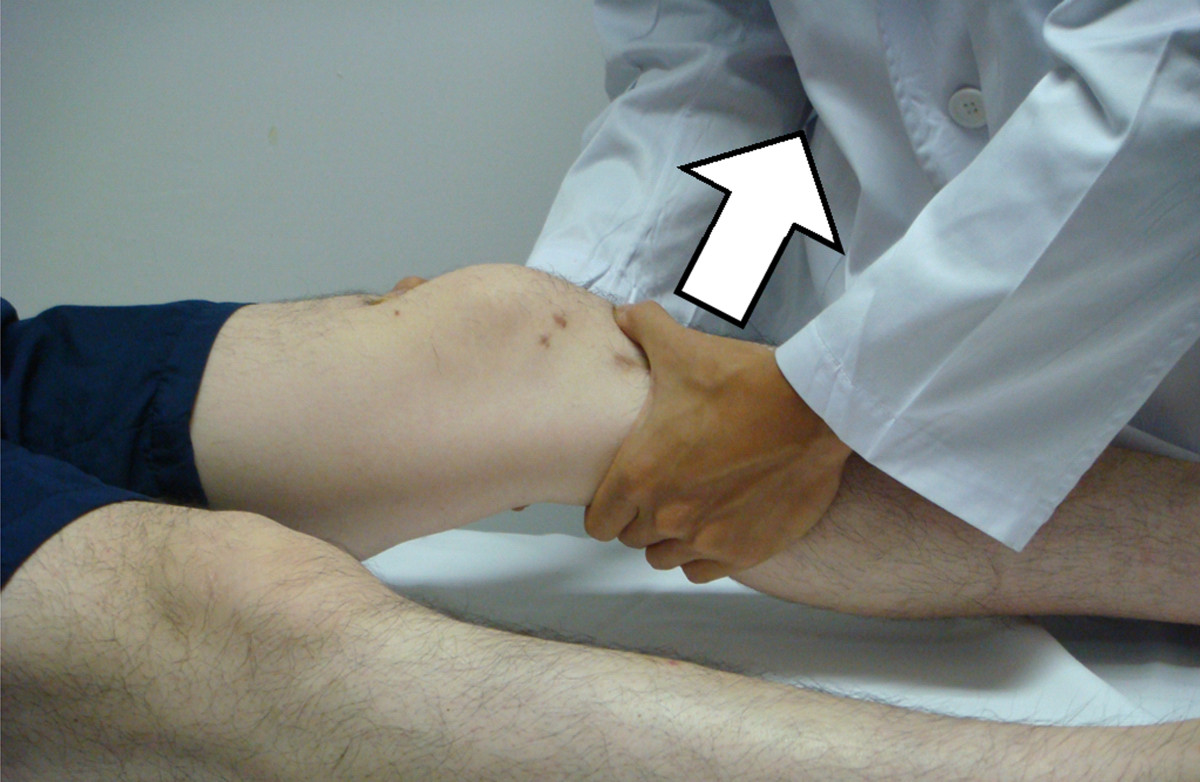
Prova de Lachman

La prova de Lachman és una prova mèdica utilitzada per examinar el lligament encreuat anterior del genoll. És reconeguda com la prova clínica amb major sensibilitat i especificitat per a la detecció de ruptura del lligament creuat anterior, fins i tot major que amb la prova del calaix.

## Tècnica
El pacient ha d'estar en decúbit supí sobre la taula d'exploració, amb el genoll flexionat aproximadament 20 graus, en rotació externa. Amb una mà se subjecta l'extrem distal de la cuixa i amb l'altra l'extremitat superior de la tíbia. Amb el polze de la mà tibial col·locat sobre la tuberositat tibial s'han de moure en forma simultània la tíbia cap endavant i la cuixa cap enrere, observant el grau de desplaçament anterior de la tíbia. Sempre s'ha de comparar el grau de desplaçament anterior amb el del genoll contrari.
Un moviment anterior significatiu indica un esquinç del lligament creuat anterior.

## Epònim
La prova va ser batejada així en honor del cirurgià ortopèdic John Lachman.